# Aceria drabae
Aceria drabae är en spindeldjursart som först beskrevs av Alfred Nalepa 1890.  Aceria drabae ingår i släktet Aceria, och familjen Eriophyidae. Arten är reproducerande i Sverige.